# 4 Pułk Grenadierów Pieszych Gwardii Cesarskiej
4 Pułk Grenadierów Pieszych Gwardii Cesarskiej (fr. 4e Régiment de Grenadiers-à-Pied de la Garde Imperiale) – pułk piechoty Gwardii Cesarskiej I Cesarstwa Francuskiego.
Istniał w 1815. Jego żołnierze brali udział w działaniach zbrojnych okresu wojen napoleońskich.
Jego dowódcą był Louis Harlet (1772–1853).